# Briggsia
Briggsia es un género con 31 especies de plantas  perteneciente a la familia Gesneriaceae.  es originario de Bután, China, India, Birmania, Sikkim y Vietnam. 

## Descripción
Es una planta perenne acaulescente o hierba caulescente, con tallo sin ramificar. Las hojas en roseta basal o espaciada a lo largo del tallo o agrupadas en la cima, están dispuestas de forma opuesta (?raramente alternas), pecioladas, con lámina ovada o elíptica, base cuneada, atenuada o cordada, raramente peltada. Las inflorescencias en cimas axilares,  con 1 o muchas flores. Lo sépalos libres, raramente fusionados. Corola en forma de tubo, de color azul, púrpura, rojo, naranja o blanco, usualmente con puntos. El fruto es una cápsula  dehiscente. Tiene un número de cromosomas de : 2n = 34, 68.

## Taxonomía
El género fue descrito por William Grant Craib y publicado en Notes from the Royal Botanic Garden, Edinburgh 11(55): 236–237. 1919.
Etimología
Briggsia: nombre genérico que fue otorgado en honor de Munro Briggs Scott, un joven botánico, de Kew, quien falleció en batalla en 1917. 

## Especies aceptadas
A continuación se brinda un listado de las especies del género Briggsia aceptadas hasta abril de 2014, ordenadas alfabéticamente. Para cada una se indica el nombre binomial seguido del autor, abreviado según las convenciones y usos.
- Briggsia acutiloba K.Y.Pan
- Briggsia agnesiae (Forrest ex W.W.Sm.) Craib
- Briggsia amabilis (Diels) Craib
- Briggsia aurantiaca B.L.Burtt
- Briggsia chienii Chun
- Briggsia dongxingensis Chun ex K.Y.Pan
- Briggsia elegantissima (Lév. & Vaniot) Craib
- Briggsia forrestii Craib
- Briggsia humilis K.Y.Pan
- Briggsia latisepala Chun ex K.Y.Pan
- Briggsia longicaulis W.T.Wang & K.Y.Pan
- Briggsia longifolia Craib
- Briggsia longipes (Hemsl. ex Oliv.) Craib
- Briggsia mairei Craib
- Briggsia mihieri (Franch.) Craib
- Briggsia muscicola (Diels) Craib
- Briggsia parvifolia K.Y.Pan
- Briggsia pinfaensis (Lév.) Craib
- Briggsia rosthornii (Diels) B.L.Burtt
- Briggsia speciosa (Hemsl.) Craib
- Briggsia stewardii Chun